# 中基昂
中基昂（英語：Kiang Central）是甘比亞下河區的6個縣之一，中基昂與東基昂及西基昂共同構成基昂地區。根據2013年的人口普查數據顯示，中基昂的人口總共有8366人。